# Sarre-Union
Sarre-Union je občina v departmaju Bas-Rhin francoske regije Alzacija.
Leta 2011 je v občini živelo 3.017 oseb oz. 196 oseb/km².